# Žižkova lípa (Nejepín)
Žižkova lípa byl velmi mohutný památný strom, který stával na panském dvoře ve vsi Nejepín u Chotěboře (okres Havlíčkův Brod). Údajně pod ním odpočíval Jan Žižka při jedné ze svých výprav. Lípu uvádí již Jan Evangelista Chadt-Ševětínský v časopise Český lid (XVII/1908), v roce 1902 měla obvod kmene 725 cm. Lípa byla zmíněna ještě roku 1935 v brožurce Průvodce po Chotěboři a okolí, kterou vlastním nákladem vydal odbor Klubu československých turistů v Chotěboři.
Další informace nejsou dostupné, strom již neexistuje, zanikl pravděpodobně kolem poloviny 20. století.